# Коинфекция
В вирусологии коинфекция — сочетанное заражение одной клетки различными видами вирусов. В паразитологии — поражение организма несколькими видами паразитов. Примером вирусной коинфекции является одновременное инфицирование клеток печени вирусом гепатита B и гепатита D, которые впоследствии могут привести к возникновению суперинфекции.
Глобальная распространённость явления коинфекции неизвестна, однако является рядовым явлением. Коинфекцией гельминтами страдают по меньшей мере 800 миллионов человек по всему миру.
Коинфекция имеет важное значение для здоровья человечества, поскольку взаимодействие различных видов патогенов в организме достаточно многообразно. 
Коинфекция может оказывать на патогены как положительный, так и отрицательный эффект. В случае положительного взаимодействия патогенов ускоряется прогрессирование болезни и возникает синдемия (совместное распространение двух или более различных инфекционных заболеваний). Негативное взаимодействие патогенов включает в себя бактериальное поражение организма, при котором вирулентность или размножение других видов бактерий, например Синегнойная палочка подавляет рост патогенных штаммов золотистого стафилококка.
Широко распространенными примерами коинфицирования является сочетанное заражение туберкулёзом и ВИЧ. В некоторых странах до 80% больных туберкулёзом также являются носителями ВИЧ. Совместность развития этих двух инфекционных заболеваний наблюдалась десятилетиями. Другим рядовым примером может быть СПИД, который является следствием сочетанного заражения несколькими штаммами ВИЧ и других инфекций, в том числе полимикробных (например, боррелиозом).